# Here Are the Young Men (Film)
Here Are the Young Men ist ein Filmdrama von Eoin Macken, das im Juli 2020 beim Galway Film Fleadh seine Premiere feierte. Der Film basiert auf dem gleichnamigen Roman von Rob Doyle.

## Handlung
Als die drei Teenager Matthew, Rez und Kearney im Jahr 2003 ihre Dubliner Schule beenden, beginnt für sie ein Sommer mit Alkohol und Drogen. Matthew vermisst seine Freundin Jen, bemüht sich aber gleichzeitig, seine Freundschaft mit dem zunehmend verstörten Kearney aufrechtzuerhalten. Ihr frühreifer Freund Rez erliegt seiner Paranoia und seinen Depressionen und schadet damit seiner Beziehung mit seiner Freundin Julie.
Als die drei Jungen einen Verkehrsunfall beobachten, bei dem ein Kind zu Tode kommt, sorgt dieses traumatische Ereignis dafür, dass das Trio allmählich auseinanderfällt. Insbesondere Matthew beginnt seine Freundschaft mit Kearney in Frage zu stellen, besonders als dieser einen Obdachlosen belästigt und immer öfter zu Drogen greift. Jen scheint viel reifer zu sein als die drei Jungen und erklärt Matthew, er müsse sich seiner empfindsamen Art wegen nicht schämen.

## Produktion

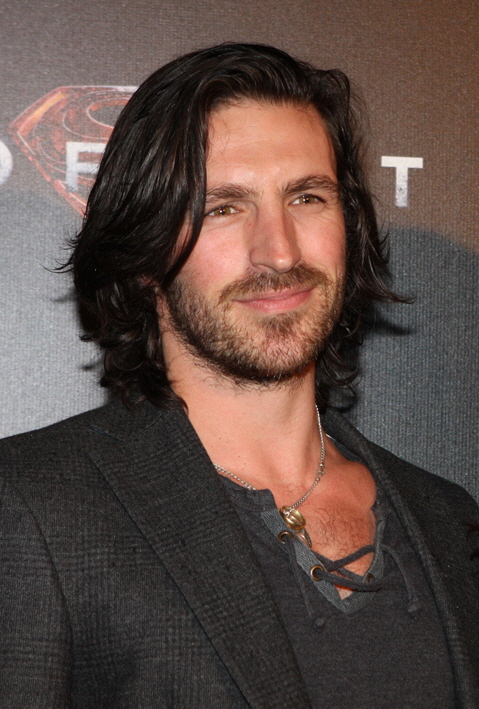
Regisseur Eoin Macken

Der Film basiert auf dem Roman Here Are the Young Men von Rob Doyle. Claire Kilroy vom Guardian schreibt über das Jahr 2003, in dem die drei Protagonisten im Buch einen Sommer erleben, damals hätten noch keine wirtschaftlichen Gewitterwolken den Horizont verdunkelt, in Irland habe es Vollbeschäftigung gegeben und Auswanderungen seien keine Notwendigkeit gewesen, sondern eine Frage des Lebensstils. So zeichne der Roman ein Porträt der glücklichsten Generation irischer Kinder, die jemals geboren wurden. Dabei präsentiere Doyle eine Jugendkultur in Dublin, die sich seit den 1980er Jahren kaum verändert hat. So hörten die Teenager die gleiche Musik der Generationen von Gothics und Rockern vor ihnen, Joy Division, Pixies und die Ramones. Sogar der Techno sei der gleiche, den es seit ihrer Grundschulzeit gibt. Das einzige, was für diese Generation neu ist, sei das Internet, so Kilroy. Sie nutzen es für Videospiele und zum Anschauen von Pornos, und diese Ablenkungen entfremdeten die Jungen weiter von der Gesellschaft und trübten den Blick für die Realität. Der Titel Here Are the Young Men bezieht sich auf einen Song von Joy Division, der 1982 auf VHS als Video mit Live-Tracks erschien.
Regie führte Eoin Macken, der auch das Drehbuch schrieb. Dean-Charles Chapman, Ferdia Walsh-Peelo und Finn Cole sind in den Rollen der drei männlichen Protagonisten Matthew, Rez und Kearney zu sehen. Anya Taylor-Joy spielt Jen. In weiteren Rollen sind Ralph Ineson, Susan Lynch und Travis Fimmel zu sehen.
Als Kameramann fungierte James Mather.
Die Filmmusik komponierte Ryan Potesta, ein Multiinstrumentalist und Komponist, der in der Vergangenheit auch mit Collective Soul, Need2Breathe, Rehab und Ed Roland zusammenarbeitete.
Eine erste Vorstellung des Films erfolgte am 11. Juli 2020 beim virtuellen Galway Film Fleadh.

## Rezeption

### Kritiken
Davide Abbatescianni vom Online-Filmmagazin Cineuropa schreibt, insgesamt zeichne sich das Drama durch ein packendes narratives Tempo aus sowie durch eine kraftvolle Partitur und eine dynamische Kamera, die das turbulente Leben dieser drei jungen Männer genau wiedergibt. Als wiederkehrendes Element bemerkt Abbatescianni die fiktive Fernsehsendung Big Show!, deren verrückter Moderator rücksichtslos das Verhalten der schlimmsten Art fördert. Während diese Unterbrechungen zunächst etwas übertrieben erscheinen mögen, dienten sie effektiv dem Zweck, die verzerrte Wahrnehmung der Charaktere von sich selbst und der sie umgebenden Realität zu visualisieren.

### Auszeichnungen
Galway Film Fleadh 2020
- Auszeichnung mit dem Bingham Ray New Talent Award (Edwina Casey, Produzentin)[7]